# Llista de batlles de Girona
A continuació es mostra la llista d'alcaldes de Girona des del 1814, ordenada de manera cronològica ascendent. L'alcaldia de Girona és, com arreu d'Espanya, fruit de la Constitució Espanyola de 1812 que institueix la figura del municipi actual. L'elecció de l'alcalde, avui en dia i des del desenvolupament de la Constitució Espanyola de 1978 és elegit per sufragi universal lliure.
| Presidència | Imatge | Alcalde                                                                      | Inici del mandat       | Fi del mandat          | Partit polític | Partit polític                          |
| ----------- | ------ | ---------------------------------------------------------------------------- | ---------------------- | ---------------------- | -------------- | --------------------------------------- |
| 1           |        | Marià Berga                                                                  | 12 de març de 1814     | 3 d'abril de 1814      |                |                                         |
| 2           |        | Narcís de Foixà                                                              | 3 d'abril de 1814      | 24 d'octubre de 1814   |                |                                         |
| 3           |        | Francesc de Delàs i Taurinyà                                                 | 24 de març de 1820     | 1 de gener de 1821     |                |                                         |
| 4           |        | Francesc de Camps i Font                                                     | 1 de gener de 1821     | 1 de gener de 1822     |                |                                         |
| 5           |        | Josep Antoni de Ferrer                                                       | 1 de gener de 1822     | 1 de gener de 1823     |                |                                         |
| 6           |        | Valentí Comas                                                                | 1 de gener de 1823     | 7 de maig de 1823      |                |                                         |
| 7           |        | Joan Danís i Bassegoda                                                       | 16 de març de 1836     | 18 d'octubre de 1836   |                |                                         |
| 8           |        | Narcís de Carles i d'O'Doyle                                                 | 10 d'octubre de 1836   | 7 de maig de 1838      |                |                                         |
| 9           |        | Narcís Germen                                                                | 7 de maig de 1838      | 5 de juny de 1838      |                |                                         |
| 10          |        | Marià Cors i de Niubò                                                        | 5 de juny de 1838      | 29 de juny de 1838     |                |                                         |
| 11          |        | Baldiri Simon i Corominas                                                    | 29 de juny de 1838     | 12 d'agost de 1839     |                |                                         |
| 12          |        | Francesc Camps i Roger                                                       | 12 d'agost de 1839     | 1 de gener de 1840     |                |                                         |
| 13          |        | Antoni Martí i Serra                                                         | 1 de gener de 1840     | 8 de gener de 1840     |                |                                         |
| 14          |        | Francesc Camps i Roger                                                       | 8 de gener de 1840     | 28 d'abril de 1840     |                |                                         |
| 15          |        | Marià Cors i de Niubò                                                        | 28 d'abril de 1840     | 1 de gener de 1841     |                |                                         |
| 16          |        | Narcís Sicars i Lligoña                                                      | 1 de gener de 1841     | 18 de gener de 1841    |                |                                         |
| 17          |        | Joan Urgell i Marí                                                           | 18 de gener de 1841    | 1 de gener de 1842     |                |                                         |
| 18          |        | Joan Martell i Domènech                                                      | 1 de gener de 1842     | 10 de gener de 1842    |                |                                         |
| 19          |        | Tomàs Narcís Blanch i Feliu                                                  | 10 de gener de 1842    | 17 de gener de 1842    |                |                                         |
| 20          |        | Ramon Contreras i Carbonell                                                  | 17 de gener de 1842    | 24 de gener de 1842    |                |                                         |
| 21          |        | Joan Martell i Domènech                                                      | 24 de gener de 1842    | 9 de gener de 1843     |                |                                         |
| 22          |        | Josep de Fonsdeviela i Huguet marquès de la Torre                            | 9 de gener de 1843     | 28 de març de 1844     |                |                                         |
| 23          |        | Josep de Caramany                                                            | 31 de març de 1844     | 1 de gener de 1846     |                |                                         |
| 24          |        | Ventura Mercader i Pallola                                                   | 2 de gener de 1846     | 1 de gener de 1854     |                |                                         |
| 25          |        | Josep Coll i Lliura                                                          | 1 de gener de 1854     | 2 d'octubre de 1854    |                |                                         |
| 26          |        | Joan Balari i Bertran                                                        | 2 d'octubre de 1854    | 27 de juliol de 1856   |                |                                         |
| 27          |        | Marià Hernández i de Nogués                                                  | 27 de juliol de 1856   | 12 d'octubre de 1862   |                |                                         |
| 28          |        | Joaquim Rigau                                                                | 12 d'octubre de 1862   | 1 de gener de 1863     |                |                                         |
| 29          |        | Ignasi Bassols i de Rovira                                                   | 1 de gener de 1863     | 30 de setembre de 1866 |                |                                         |
| 30          |        | Pere Viñas i Reixach del Pla                                                 | 4 de novembre de 1866  | 1 de gener de 1867     |                |                                         |
| 31          |        | Joaquim de Cors i Guinart                                                    | 3 de gener de 1867     | 20 de gener de 1868    |                |                                         |
| 32          |        | Francesc López Martínez (corregidor)                                         | 20 de gener de 1868    | 3 d'octubre de 1868    |                |                                         |
| 33          |        | Pere Barragán i García                                                       | 3 d'octubre de 1868    | 12 de febrer de 1869   |                | Partit Progressista                     |
| 34          |        | Joaquim Massaguer i Vidal                                                    | 12 de febrer de 1869   | 21 de febrer de 1872   |                | Partit Progressista                     |
| 35          |        | Pere Barragán i García                                                       | 21 de febrer de 1872   | 23 de febrer de 1873   |                | Partit Liberal                          |
| 36          |        | Joaquim Riera i Bertran                                                      | 23 de febrer de 1873   | 1 de maig de 1873      |                | Partit Republicà Democràtic Federal     |
| 37          |        | Narcís Farró i Albert                                                        | 1 de maig de 1873      | 29 de maig de 1873     |                | Partit Republicà Democràtic Federal     |
| 38          |        | Josep Prats i Font                                                           | 29 de maig de 1873     | 8 de gener de 1874     |                | Partit Republicà Democràtic Federal     |
| 39          |        | Ignasi Bassols i de Rovira                                                   | 8 de gener de 1874     | 15 d'octubre de 1874   |                |                                         |
| 40          |        | Pere Grahit i Vié                                                            | 15 d'octubre de 1874   | 30 de maig de 1875     |                |                                         |
| 41          |        | Marià de Camps i de Feliu                                                    | 16 de juliol de 1875   | 1 de març de 1877      |                |                                         |
| 42          |        | Josep Mollera i Calvet                                                       | 1 de març de 1877      | 21 de març de 1881     |                |                                         |
| 43          |        | Pere Grahit i Vié                                                            | 21 de març de 1881     | 26 de maig de 1881     |                |                                         |
| 44          |        | Martí Coll i Lliura                                                          | 26 de maig de 1881     | 11 de maig de 1882     |                |                                         |
| 45          |        | Joan Romaní i Miguel                                                         | 11 de maig de 1882     | 30 de juny de 1883     |                |                                         |
| 46          |        | Francesc de Paula Massa i Vall-llosera                                       | 30 de juny de 1883     | 1 de juliol de 1885    |                |                                         |
| 47          |        | Andreu Tuyet i Santamaria                                                    | 1 de juliol de 1885    | 1 de març de 1886      |                |                                         |
| 48          |        | Francesc de Paula Massa i Vall-llosera                                       | 1 de març de 1886      | 1 de juliol de 1887    |                |                                         |
| 49          |        | Emili Grahit i Papell                                                        | 1 de juliol de 1887    | 25 d'abril de 1891     |                |                                         |
| 50          |        | Agustí Garriga i Mundet                                                      | 25 d'abril de 1891     | 30 de juny de 1891     |                |                                         |
| 51          |        | Andreu Tuyet Santamaria                                                      | 30 de juny de 1891     | 20 d'agost de 1892     |                |                                         |
| 52          |        | Francesc de Ciurana i Hernández                                              | 20 d'agost de 1892     | 30 de juny de 1895     |                |                                         |
| 53          |        | Joaquim d'Espona i de Nuix                                                   | 30 de juny de 1895     | 16 d'octubre de 1897   |                |                                         |
| 54          |        | Antoni Boxa i Bagué                                                          | 16 d'octubre de 1897   | 30 de juny de 1899     |                |                                         |
| 55          |        | Manuel Català i Calzada                                                      | 19 de juliol de 1899   | 31 de desembre de 1903 |                |                                         |
| 56          |        | Francesc de Ciurana i Hernández                                              | 1 de gener de 1904     | 1 de gener de 1906     |                |                                         |
| 57          |        | Frederic Bassols i Costa                                                     | 1 de gener de 1906     | 23 de febrer de 1907   |                |                                         |
| 58          |        | Manuel Català i Calzada                                                      | 23 de febrer de 1907   | 30 de juliol de 1909   |                |                                         |
| 59          |        | Francesc Montsalvatge i Fossas                                               | 30 de juliol de 1909   | 22 de novembre de 1909 |                | Lliga Regionalista                      |
| 60          |        | Francesc de Ciurana i Hernández                                              | 22 de novembre de 1909 | 31 de desembre de 1909 |                |                                         |
| 61          |        | Artur Vallès i Rigau                                                         | 1 de gener de 1910     | 31 de desembre de 1913 |                | Partit Liberal Fusionista               |
| 62          |        | Francesc Coll i Turbau                                                       | 1 de gener de 1914     | 31 de desembre de 1915 |                |                                         |
| 63          |        | Lluís de Llobet i de Pastors                                                 | 1 de gener de 1916     | 20 de juliol de 1917   |                |                                         |
| 64          |        | Frederic Bassols i Costa                                                     | 20 de juliol de 1917   | 3 de desembre de 1917  |                |                                         |
| 65          |        | Albert de Quintana i Serra                                                   | 3 de desembre de 1917  | 31 de desembre de 1917 |                | Lliga Regionalista                      |
| 66          |        | Frederic Bassols i Costa                                                     | 1 de gener de 1918     | 31 de març de 1920     |                |                                         |
| 67          |        | Albert de Quintana i Serra                                                   | 1 d'abril de 1920      | 13 de gener de 1921    |                | Lliga Regionalista                      |
| 68          |        | Francesc Coll i Turbau                                                       | 28 de gener de 1921    | 30 de gener de 1923    |                | Lliga Regionalista                      |
| 69          |        | Frederic Bassols i Costa                                                     | 30 de gener de 1923    | 1 d'octubre de 1923    |                |                                         |
| 70          |        | Lluís de Puig i Viladevall                                                   | 1 d'octubre de 1923    | 3 d'abril de 1924      |                | Dictadura de Primo de Rivera            |
| 71          |        | Joan Tarrús i Bru                                                            | 3 d'abril de 1924      | 31 de juliol de 1924   |                | Dictadura de Primo de Rivera            |
| 72          |        | Jaume Bartrina i Mas                                                         | 31 de juliol de 1924   | 23 de març de 1925     |                | Dictadura de Primo de Rivera            |
| 73          |        | Frederic Bassols i Costa                                                     | 23 de març de 1925     | 31 de maig de 1927     |                | Dictadura de Primo de Rivera            |
| 74          |        | Jaume Bartrina i Mas                                                         | 31 de maig de 1927     | 25 de febrer de 1930   |                | Dictadura de Primo de Rivera            |
| 75          |        | Joaquim Tordera i Girbau                                                     | 26 de febrer de 1930   | 13 de març de 1930     |                |                                         |
| 76          |        | Francesc Coll i Turbau                                                       | 13 de març de 1930     | 13 d'abril de 1931     |                |                                         |
| 77          |        | Miquel Santaló i Parvorell                                                   | 13 d'abril de 1931     | 22 de setembre de 1933 |                | Esquerra Republicana de Catalunya       |
| 78          |        | Josep Maria Dalmau i Casademont                                              | 26 de gener de 1934    | 5 de març de 1934      |                | Esquerra Republicana de Catalunya       |
| 79          |        | Francesc Tomàs i Martín                                                      | 5 de març de 1934      | 6 d'octubre de 1934    |                | Lliga Regionalista                      |
| 80          |        | Joaquim de Camps i Arboix (alcalde-gestor durant els fets del sis d'octubre) | 6 d'octubre de 1934    | 7 d'octubre de 1934    |                | Esquerra Republicana de Catalunya       |
| 81          |        | Francesc Tomàs i Martín                                                      | 7 d'octubre de 1934    | 20 de juliol de 1936   |                | Lliga Regionalista                      |
| 82          |        | Llorenç Busquets i Ventura                                                   | 20 de juliol de 1936   | 1 d'agost de 1936      |                | Esquerra Republicana de Catalunya       |
| 83          |        | Joaquim de Camps i Arboix                                                    | 1 d'agost de 1936      | 9 d'octubre de 1936    |                | Esquerra Republicana de Catalunya       |
| 84          |        | Expedit Duran i Fernández                                                    | 9 d'octubre de 1936    | 27 de maig de 1937     |                | Confederació Nacional del Treball       |
| 85          |        | Llorenç Busquets i Ventura                                                   | 27 de maig de 1937     | 8 de juny de 1937      |                | Esquerra Republicana de Catalunya       |
| 86          |        | Pere Cerezo i Hernáez                                                        | 8 de juny de 1937      | 28 de gener de 1939    |                | Esquerra Republicana de Catalunya       |
| 87          |        | Joan Ballesta i Molinas                                                      | 28 de gener de 1939    | 4 de febrer de 1939    |                | Partit Socialista Unificat de Catalunya |
| 88          |        | Joan Tarrús i Bru                                                            | 6 de febrer de 1939    | 23 d'octubre de 1939   |                | Franquisme                              |
| 89          |        | Albert de Quintana i Vergés                                                  | 23 d'octubre de 1939   | 2 de desembre de 1946  |                | Franquisme                              |
| 90          |        | Antoni Franquet i Alemany                                                    | 2 de desembre de 1946  | 31 d'agost de 1957     |                | Franquisme                              |
| 91          |        | Joan Maria de Ribot i de Balle                                               | 1 de setembre de 1957  | 21 de setembre de 1957 |                | Franquisme                              |
| 92          |        | Pere Ordis i Llach                                                           | 21 de setembre de 1957 | 5 de febrer de 1967    |                | Franquisme                              |
| 93          |        | Josep Bonet i Cufí                                                           | 5 de febrer de 1967    | 3 de març de 1972      |                | Franquisme                              |
| 94          |        | Ignasi de Ribot i de Balle                                                   | 3 de març de 1972      | 19 d'abril de 1979     |                | Franquisme                              |
| 95          |        | Joaquim Nadal i Farreras                                                     | 19 d'abril de 1979     | 2 de gener de 2002     |                | Partit dels Socialistes de Catalunya    |
| 96          |        | Anna Pagans i Gruartmoner                                                    | 19 de gener de 2002    | 21 de maig de 2011     |                | Partit dels Socialistes de Catalunya    |
| 97          |        | Carles Puigdemont i Casamajó                                                 | 1 de juliol de 2011    | 11 de gener de 2016    |                | Convergència i Unió / Junts             |
| 98          |        | Albert Ballesta i Tura                                                       | 22 de gener de 2016    | 8 de març de 2016      |                | Convergència i Unió / Junts             |
| 99          |        | Marta Madrenas i Mir                                                         | 18 de març de 2016     | 17 de juny de 2023     |                | Convergència i Unió / Junts             |
| 100         |        | Lluc Salellas i Vilar                                                        | 17 de juny de 2023     | En el càrrec           |                | Guanyem Girona                          |